# Xã Merton, Quận Steele, Minnesota
Xã Merton (tiếng Anh: Merton Township) là một xã thuộc quận Steele, tiểu bang Minnesota, Hoa Kỳ. Năm 2010, dân số của xã này là 348 người.